# Fabriciana thyra
Fabriciana thyra är en fjärilsart som beskrevs av Schultz 1908. Fabriciana thyra ingår i släktet Fabriciana och familjen praktfjärilar. Inga underarter finns listade i Catalogue of Life.